# 藏人 (官職)
藏人（くろうど；“藏”讀“收藏”的“藏”）是日本平安時代初期律令制下設置的官職，為令外官。藏人的唐名為侍中（じちゅう）、夕郎（せきろう）、夕拜郎（せきはいろう）。其辦公場所被安置於日本天皇朝廷的内裏校書殿之北。蔵人也是百官名，或當作人名時，念作「くらんど」。

## 概要
當藥子之變發生之時，嵯峨天皇任命藤原冬嗣及巨勢野足為藏人頭，清原夏野被任命為藏人。

## 構成
藏人別當
藏人所在名義上的負責人，由大臣兼任，定員1名。
藏人頭
蔵人所的實際負責人，有2名的員額。
五位藏人
定員：2至3名。
六位藏人
定員：4至6名。
非藏人
藏人的見習。定員4至6名。
雜色
藏人的見習人員。定員8名。
出納
負責管理被稱作納殿的書籍倉庫以及藏人所的庶務。定員3名。
小舍人
負責藏人所的雜務。定員6名，後擴編至12名。
所衆
負責御所的清掃工作。定員20名。
滝口
負責清涼殿的警護工作。定員初為10名，後改成30名。
鷹飼
負責飼養與調教鷹狩用的老鷹。定員10名。